# Raymond Bailly
Pour les articles homonymes, voir Bailly.
Raymond Bailly, né à Paris (XIXe arrondissement) le 19 juin 1914 et mort à Neuilly-sur-Seine le 27 décembre 1986, est un réalisateur français. 

## Biographie
Raymond Léon Bailly est né à Paris le 19 juin 1914 au 83, avenue d'Allemagne (aujourd'hui, avenue Jean-Jaurès), fils de Lucien Bailly, négociant en confiserie et de Joséphine Guigonis.

## Filmographie
Assistant-réalisateur
- 1945 : Peloton d'exécution d'André Berthomieu
- 1946 : Roger la Honte d'André Cayatte
- 1946 : Gringalet d'André Berthomieu
- 1946 : Pas si bête d'André Berthomieu
- 1947 : Miroir de Raymond Lamy
- 1947 : Carré de valets d'André Berthomieu
- 1948 : Blanc comme neige d'André Berthomieu
- 1949 : Le Cœur sur la main  d'André Berthomieu
- 1949 : La Petite Chocolatière d'André Berthomieu
- 1949 : Le Roi Pandore d'André Berthomieu
- 1951 : Le Roi des camelots d'André Berthomieu
- 1951 : La nuit est mon royaume de Georges Lacombe
- 1953 : Le Dernier Robin des Bois d'André Berthomieu
- 1955 : Les deux font la paire d'André Berthomieu

Réalisateur
- 1957 : L'Étrange Monsieur Steve
- 1960 : Ma femme est une panthère
- 1963 : Seul... à corps perdu co-réalisé avec Jean Maley
- 1965 : Médard et Barnabé, série télévisée en 13 épisodes
- 1965 : Bob Morane, série télévisée en 26 épisodes, épisode : Le Prince

Acteur
- 1946 : Si cette histoire vous amuse, court-métrage de Marcel Martin
- 1956 : Notre-Dame de Paris de Jean Delannoy

Compositeur
- 1948 : L'Ombre d'André Berthomieu

Scénariste
- 1957 : L'Étrange Monsieur Steve